# جوهانس اگشتاین
جوهانس اگشتاین (آلمانی: Johannes Eggestein؛ زادهٔ ۸ مهٔ ۱۹۹۸) بازیکن فوتبال اهل آلمان است.
از باشگاه‌هایی که در آن بازی کرده‌است می‌توان به باشگاه ورزشی وردر برمناشاره کرد.
وی همچنین در تیم‌های ملی فوتبال جوانان آلمان و زیر ۲۱ سال آلمان بازی کرده‌است.